# 18 أكتوبر
- السبت
- الأحد
- الاثنين
- الثلاثاء
- الأربعاء
- الخميس
- الجمعة

- 275 ربيع الآخر 1447  هـ
- 286 ربيع الآخر 1447  هـ
- 297 ربيع الآخر 1447  هـ
- 308 ربيع الآخر 1447  هـ
- 19 ربيع الآخر 1447  هـ
- 210 ربيع الآخر 1447  هـ
- 311 ربيع الآخر 1447  هـ
- 412 ربيع الآخر 1447  هـ
- 513 ربيع الآخر 1447  هـ
- 614 ربيع الآخر 1447  هـ
- 715 ربيع الآخر 1447  هـ
- 816 ربيع الآخر 1447  هـ
- 917 ربيع الآخر 1447  هـ
- 1018 ربيع الآخر 1447  هـ
- 1119 ربيع الآخر 1447  هـ
- 1220 ربيع الآخر 1447  هـ
- 1321 ربيع الآخر 1447  هـ
- 1422 ربيع الآخر 1447  هـ
- 1523 ربيع الآخر 1447  هـ
- 1624 ربيع الآخر 1447  هـ
- 1725 ربيع الآخر 1447  هـ
- 1826 ربيع الآخر 1447  هـ
- 1927 ربيع الآخر 1447  هـ
- 2028 ربيع الآخر 1447  هـ
- 2129 ربيع الآخر 1447  هـ
- 2230 ربيع الآخر 1447  هـ
- 231 جمادى الأولى 1447  هـ
- 242 جمادى الأولى 1447  هـ
- 253 جمادى الأولى 1447  هـ
- 264 جمادى الأولى 1447  هـ
- 275 جمادى الأولى 1447  هـ
- 286 جمادى الأولى 1447  هـ
- 297 جمادى الأولى 1447  هـ
- 308 جمادى الأولى 1447  هـ
- 319 جمادى الأولى 1447  هـ

18 أكتوبر أو 18 تشرين الأوَّل أو يوم 18 \ 10 (اليوم الثامن عشر من الشهر العاشر) هو اليوم الحادي والتسعين بعد المئتين (291) من السنة، أو الثاني والتسعين بعد المئتين (292) في السنوات الكبيسة، وفقًا للتقويم الميلادي الغربي (الغريغوري). يبقى بعده 74 يومًا على انتهاء السنة.

## أحداث
- 1310 - تأسيس مدرسة القبة الشرعية في الهفوف.
- 1801 - الحملة الفرنسية على مصر بقيادة الجنرال جاك فرانسوا مينو تغادر الأراضي المصرية.
- 1867 - العلم الأمريكي يرتفع للمرة الأولى في ألاسكا، ويشير ذلك إلى انتقال ملكية تلك المنطقة من الإمبراطورية الروسية إلى الولايات المتحدة.
- 1898 - الولايات المتحدة تحتل بورتوريكو.
- 1944 - الاتحاد السوفيتي يغزو تشيكوسلوفاكيا.
- 1970 -
  - الرئيس السوري نور الدين الأتاسي يقدم استقالته من جميع مناصبه احتجاجًا على تدخل الجيش في الحياة السياسية وعلى ممارسات رفعت الأسد شقيق وزير الدفاع حافظ الأسد.
  - اغتيال كريم بلقاسم أحد قادة جبهة التحرير الوطني الجزائري بفندق في مدينة فرانكفورت الألمانية.
- 1977 - تأسيس محكمة المدققين الأوروبية في لوكسمبورغ.
- 1979 - الخميني يوقف عملية الإعدام في إيران.
- 1991 - الاتحاد السوفييتي يرجع علاقاته مع إسرائيل منذ أن قطعت في عام 1967 بعد حرب الأيام الستة.
- 2009 - تفجيرات انتحارية في اجتماع بمدينة بيشين الإيرانية في محافظة سيستان وبلوشستان من قبل مجموعة جند الله، أسفرت عن مقتل 43 شخصًا على الأقل بينهم عدة قادة بارزين من حرس الثورة الإسلامية كالعميد نور علي شوشتري نائب قائد القوات البرية لحرس الثورة الإسلامية.
- 2011 - بدء المرحلة الأولى من صفقة تبادل الأسرى بين حماس وإسرائيل، بوساطة مصرية، حيث تم الإفراج عن 477 أسير فلسطيني بالسجون الإسرائيلية فيما قامت حماس بتسليم الجندي المختطف لديها جلعاد شاليط إلى مصر، إيذاناً ببدء عملية التبادل.
- 2013 - مجلة ساينس العلمية تنشر أبحاثًا حول جمجمة وجدت في جورجيا، تحديدًا في دامنيسي، تدعو إلى التشكيك في تصنيف جنس الإنس (الهومو).
- 2015 - بدء المرحلة الأولى من انتخابات مجلس النواب المصري، وسط أنباء عن ضعف الإقبال خاصة الشباب.
- 2017 -
  - البرلمان التُركي يُقر مشروع قرار يمنح دور الإفتاء والعُلماء المُسلمين صلاحية عقد القران بين الأزواج بالبلاد، بعد أن كانت حكرًا على موظفي دوائر شؤون الزواج في البلديات منذ قيام الجُمهُوريَّة سنة 1923م.
  - مقتل العميد في الجيش السوري عصام زهر الدين، خلال المعارك مع تنظيم داعش بانفجار لغم أرضي في دير الزور.
- 2020 - فيضانات في حيدر آباد الهندية، تؤدي لوفاة 81 شخصًا.

## مواليد
- 1405 - بيوس الثاني، بابا الكنيسة الرومانية الكاثوليكية.
- 1662 - ماثيو هنري، رجل دين إنجليزي.
- 1706 - بالداسار غالوبي، ملحن إيطالي.
- 1777 - هاينريش فون كلايست، أديب ألماني.
- 1804 - راما الرابع، ملك مملكة سيام.
- 1831 - فريدرش الثالث، قيصر ألماني.
- 1859 - هنري برجسون، فيلسوف فرنسي حاصل على جائزة نوبل في الأدب عام 1927.
- 1873 - إيفانو بونومي، رئيس وزراء إيطالي.
- 1893 - جورج أوشاوا، عالم وفيلسوف ياباني.
- 1909 - أحمد بدرخان، مخرج مصري.
- 1919 - سوزان باشلار، فيلسوفة فرنسية.
- 1926 - تشاك بيري، موسيقي أمريكي.
- 1927 - جورج سي سكوت، ممثل أمريكي.
- 1929 - فيوليتا تشامورو، رئيسة نيكاراغوا.
- 1934 - فرانك أبتون، لاعب ومدرب كرة قدم إنجليزي.
- 1939 - لي هارفي أوزوالد، المتهم باغتيال الرئيس الأمريكي جون كينيدي.
- 1944 - عائشة إبراهيم، ممثلة كويتية.
- 1945 -
  - نوريو واكاموتو، ممثل أداء صوتي ياباني.
  - هوارد شور، موسيقي كندي.
- 1947 - أحمد عبد الوارث، ممثل مصري.
- 1956 - مارتينا نافراتيلوفا، لاعبة كرة مضرب أمريكية من أصل تشيكي.
- 1959 - مروان طوباسي، دبلوماسي، واقتصادي فلسطيني.
- 1960 -
  - جان كلود فان دام، ممثل بلجيكي.
  - كريغ ميلو، عالم أمريكي في علم الأحياء حاصل على جائزة نوبل في الطب عام 2006.
- 1965 -
  - سليمان طوني فرنجية، سياسي لبناني.
  - ذاكر نايك، داعية وخطيب ومنظر إسلامي هندي.
- 1973 - ميكاليس كابسيس، لاعب كرة قدم يوناني.
- 1974 - روبي سافاج، لاعب كرة قدم ويلزي.
- 1977 -
  - حورية فرغلي، ممثلة مصرية.
  - ريان نيلسن، لاعب كرة قدم نيوزلندي.
- 1978 -
  - نوال محمد، ممثلة سعودية.
  - مينورو شيرايشي، ممثل أداء صوتي ياباني.
- 1979 -
  - ياروسلاف دروبني، لاعب كرة قدم تشيكي.
  - ني-يو، مغني وكاتب أغاني أمريكي.
- 1983 - دانتي بونفيم كوستا سانتوس، لاعب كرة قدم برازيلي.
- 1984 - فريدا بينتو، ممثلة هندية.
- 1985 - رشا التقي، ممثلة لبنانية.
- 1987 - زاك إيفرون، ممثل أمريكي.
- 1990 - كارلي شرودر، ممثلة أمريكية.
- 1991 -
  - تايلر بوسي، ممثل وموسيقي أمريكي.
  - إبراهيم عالمة، حارس مرمى منتخب سوريا لكرة القدم.
- 1994 - حمدي فتحي، لاعب كرة قدم مصري.

## وفيات
- 1541 - الملكة مارغريت، ملكة اسكتلندا.
- 1548 - محمود بن عمر التنبكتي، فقيه وقاضي ومؤرخ سونغاوي.
- 1865 - هنري جون تيمبل، رئيس وزراء المملكة المتحدة.
- 1871 - تشارلز بابيج، عالم رياضيات ومخترع بريطاني.
- 1889 - أنطونيو ميوتشي، مخترع إيطالي.
- 1911 - ألفريد بينيه، عالم نفس فرنسي.
- 1931 - توماس إديسون، مخترع أمريكي.
- 1970 - كريم بلقاسم، أحد قادة جبهة التحرير الوطني الجزائرية.
- 1973 - ليو شتراوس، فيلسوف أمريكي.
- 1982 - بيير منديس فرانس، رئيس وزراء فرنسا.
- 1988 - عدنان مردم بك، محامي وكاتب مسرحي وشاعر سوري.
- 1996 - عبد الله يوركي حلاق، شاعر وصحفي وكاتب سوري.
- 2013 - أحمد بن عبد الله الدوغان، فقيه شافعي ومدرس ديني سعودي.
- 2014 - حارث طه الراوي، شاعر عراقي.
- 2015 - جمال الغيطاني، أديب وصحافي مصري.
- 2016 - تركي بن سعود بن تركي بن سعود الكبير، أمير سعودي.
- 2017 - عصام زهر الدين، ضابط في الجيش السوري.
- 2018 - عبد الرحمن سوار الذهب، الرئيس الخامس للجمهورية السودانية.
- 2019 - محمد سليمان الشبل، شاعر سعودي.
- 2021 - كولن باول، عسكري وسياسي أمريكي.

## أعياد ومناسبات
- يوم ألاسكا في الولايات المتحدة.

## وصلات خارجية
- النيويورك تايمز: حدث في مثل هذا اليوم.
- BBC: حدث في مثل هذا اليوم.
- قدس برس (حدث غدا).